# Cerkiew Świętych Apostołów Piotra i Pawła w Koreliczach
Cerkiew pod wezwaniem Świętych Apostołów Piotra i Pawła – prawosławna cerkiew parafialna w Koreliczach. Należy do dekanatu korelickiego eparchii nowogródzkiej Egzarchatu Białoruskiego Patriarchatu Moskiewskiego.
Cerkiew została wzniesiona w 1866 ze środków rządowych Imperium Rosyjskiego. Murowana, na planie krzyża, z centralnie usytuowaną kopułą (dobudowaną w 1882). W latach 1972–1988 gruntownie wyremontowana (wymieniono dach i okna, odrestaurowano kopułę i ściany, odnowiono ikonostas).